# Cztery (album Raz, Dwa, Trzy)
Cztery – album zespołu Raz, Dwa, Trzy wydany w 1994 nakładem wytwórni Pomaton.
Nagrania zrealizowano w studio jm audio w Krakowie w maju i czerwcu 1994.
Album uzyskał certyfikat złotej płyty.

## Lista utworów
1. „Żyjemy w kraju” – 03:39
2. „W wielkim mieście” – 05:16
3. „Ciało ziemiste” – 03:19
4. „Różana aleja” – 03:29
5. „Sextelefon” – 04:44
6. „Jeśli coś się dzieje ze mną” – 02:53
7. „I tak warto żyć” – 04:13
8. „A poza tym” – 05:51
9. „Trwajmy” – 04:40
10. „Złote zęby” – 03:43
11. „Pod niebem” – 05:33
12. „P.w.p.p.f.” – 01:16
13. „Zapominamy kto był” – 02:25

## Twórcy
- Mirosław Kowalik – kontrabas, chórki
- Adam Nowak – gitara klasyczna, śpiew, muzyka i słowa
- Jacek Olejarz – perkusja
- Grzegorz Szwałek – akordeon, klarnet

### Gościnnie
- Martyna Jakubowicz – śpiew
- Radosław Nowakowski – konga
- Karol Szymanowski – wibrafon
- Marzena Rogalska – śpiew

### Personel
- Wojciech Waglewski – producent, gitara akustyczna
- Piotr Brzeziński – realizacja